# Dionysios Areopagita
Dionysios Areopagita (grekiska: Διονύσιος ὁ Ἀρεοπαγίτης, Dionysios på Areopagen) är en tidig kristen som omtalas i Apostlagärningarna 17:34 där det framställs att han konverterades av aposteln Paulus. 
Han omnämns av Eusebios av Caesarea som förste biskop av Aten, och vördas som martyr och helgon.
En kristen mystiket som levde i början av 500-talet och skrev ett antal kända texter utgav sig för att vara identisk med Dionysios Areopagita. Hans verkliga identitet är okänd; han brukar ofta benämnas Pseudo-Dionysios Areopagita.
Hans huvudsakliga teologiska tes handlar om Guds outsäglighet. Han accepterar paradoxalt däremot Gud som orsak till all tillblivelse. Pseudo-Dionysius teologi är ett exempel av blandningen av nyplatonism och kristendom.